# Philocyprus
Philocyprus (Oudgrieks: Φιλόκυπρος, Philókypros) was koning van Soli op Cyprus.
Philocyprus was een tijdgenoot en een vriend van Solon van Athene. Hij werd door deze bezocht en in zijn gedichten geprezen.

## Antieke bron
- Herodotus, Historiën V 113.